# Aprognathodon platyventris
Aprognathodon platyventris – słabo poznany gatunek morskiej ryby węgorzokształtnej z rodziny żmijakowatych (Ophichthidae). Reprezentuje monotypowy rodzaj Aprognathodon.
Zasięg występowania tego gatunku obejmuje środkową część zachodniego Oceanu Atlantyckiego: Florida Keys, USA i Bahamy po Wenezuelę. Zasiedla płytkie, czyste wody z piaszczystym dnem w pobliżu raf, spotykany na głębokościach maksymalnie do 17 m p.p.m.
Dorosłe osobniki tego gatunku osiągają maksymalnie 46 cm długości całkowitej (TL).